# Lilian Brøgger

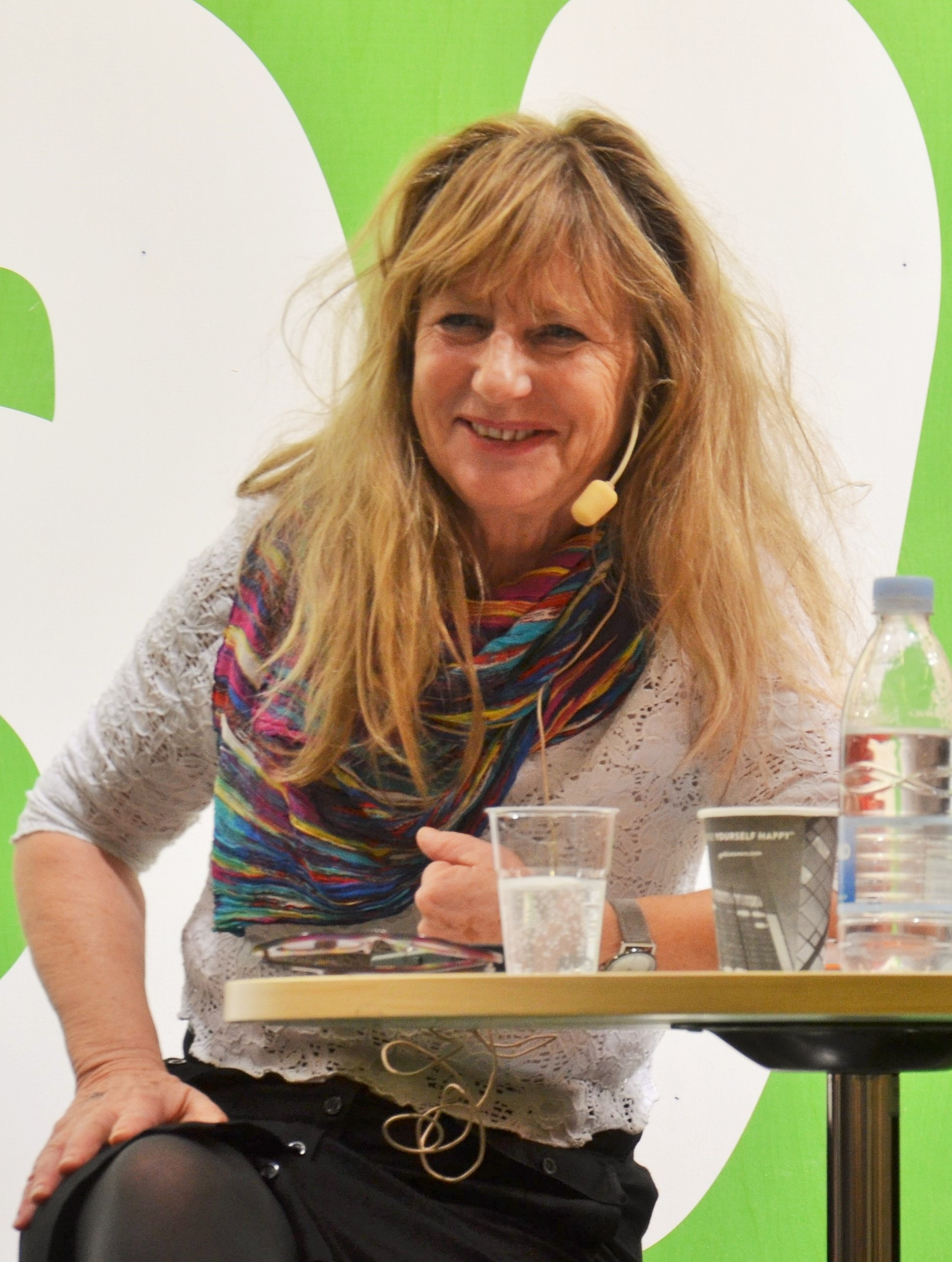
Lilian Brøgger (2014)

Lilian Brøgger (geboren am 27. Januar 1950 auf Fanø) ist eine dänische Illustratorin vornehmlich von Kinderbüchern.

## Werdegang
Lilian Brøgger wurde 1950 auf Fanø geboren und wuchs in Kopenhagen auf. Von 1967 bis 1972 studierte sie an der Kunsthandwerksschule in Kopenhagen und machte dort ihren Abschluss als Illustratorin. 1975 stellte sie sich in Wo Linda wohnt von Bodil Bredsdorff erstmals als Bilderbuch-Illustratorin vor. Zwischenzeitlich hat Brøgger mehr als 100 Bücher illustriert und wird in einem biografischen Hinweis als derzeit „bedeutendste dänische Bilderbuchkünstlerin“ bezeichnet. Brøgger ist Dozentin an der Kolding School of Design und war Jurymitglied einer Illustrationsausstellung in Bologna. Sie lebt in Kopenhagen.

## Auszeichnungen (Auswahl)
- 2006: Finalistin des Hans Christian Andersen Award
- 2006: Gewinnerin im Wettbewerb für Kinderbuchillustratoren „Die Macht der Bilder“ in Tallinn[3]

## Werke (Auswahl)
- Linda ikke ville hjem, Text: Bodil Bredsdorff, 1979.
- Alice i Eventyrland, Text: Lewis Carroll, Mallings, Kopenhagen 1982
- Ole Lukøje, Text: H. C. Andersen, Gyldendal, Kopenhagen 1985
- Grisens Hus, Text: Thorstein Thomsen, Mallings, Kopenhagen 1990
- Filmkatten, Gyldendal, Kopenhagen 1999
- Den fattige dreng fra Odense – en bog om H. C. Andersen, Text: Hjørdis Varmer, Forum, Kopenhagen 2001
- Popcorn und Rüffel – Alles über Liebe, Text: Ulf Nilsson, dt. bei Sauerländer, Düsseldorf 2004, ISBN 9783794160174
- Hundrede meget firkantede historier, Text: Louis Jensen, Gyldendal, Kopenhagen 2005 (prämiert auf der Illustratorenschau in Bratislava)
- Moren som hersede sig ihjel, Text: Barbara Voors, Høst & Søn, Kopenhagen 2006
- Max og Mira, Text: Kirsten Mejlhede, Alrune, Glamsbjerg 2006
- En historie om vokseværk, Text: Kim Fupz Aakeson, Gyldendal, Kopenhagen 2006
- Hundrede helt & aldeles firkantede historier, Text: Louis Jensen, Gyldendal, Kopenhagen 2007
- De Mindstes Bibel (mit Cato Thau-Jensen), Text: Synne Garff, Bibelselskabet, Kopenhagen 2007